# Lista planetelor minore/129901–130000
Aceasta este Lista planetelor minore/129901–130000; pentru a naviga prin lista completă vezi Lista planetelor minore.
Pentru ale detalii vezi și Proiect:Astronomie sau Portal:Astronomie.
| Nume     | Denumire provizorie | Data descoperirii | Locul descoperirii     | Descoperitor(i) |
| -------- | ------------------- | ----------------- | ---------------------- | --------------- |
| 129901 - | 1999 TM53           | 6 octombrie 1999  | Kitt Peak              | Spacewatch      |
| 129902 - | 1999 TO61           | 7 octombrie 1999  | Kitt Peak              | Spacewatch      |
| 129903 - | 1999 TO64           | 8 octombrie 1999  | Kitt Peak              | Spacewatch      |
| 129904 - | 1999 TF69           | 9 octombrie 1999  | Kitt Peak              | Spacewatch      |
| 129905 - | 1999 TV69           | 9 octombrie 1999  | Kitt Peak              | Spacewatch      |
| 129906 - | 1999 TF78           | 11 octombrie 1999 | Kitt Peak              | Spacewatch      |
| 129907 - | 1999 TN78           | 11 octombrie 1999 | Kitt Peak              | Spacewatch      |
| 129908 - | 1999 TN89           | 2 octombrie 1999  | Socorro                | LINEAR          |
| 129909 - | 1999 TH97           | 2 octombrie 1999  | Socorro                | LINEAR          |
| 129910 - | 1999 TO97           | 2 octombrie 1999  | Socorro                | LINEAR          |
| 129911 - | 1999 TH99           | 2 octombrie 1999  | Socorro                | LINEAR          |
| 129912 - | 1999 TK99           | 2 octombrie 1999  | Socorro                | LINEAR          |
| 129913 - | 1999 TW99           | 2 octombrie 1999  | Socorro                | LINEAR          |
| 129914 - | 1999 TR101          | 2 octombrie 1999  | Socorro                | LINEAR          |
| 129915 - | 1999 TA107          | 4 octombrie 1999  | Socorro                | LINEAR          |
| 129916 - | 1999 TJ108          | 4 octombrie 1999  | Socorro                | LINEAR          |
| 129917 - | 1999 TH114          | 4 octombrie 1999  | Socorro                | LINEAR          |
| 129918 - | 1999 TP115          | 4 octombrie 1999  | Socorro                | LINEAR          |
| 129919 - | 1999 TJ116          | 4 octombrie 1999  | Socorro                | LINEAR          |
| 129920 - | 1999 TY119          | 4 octombrie 1999  | Socorro                | LINEAR          |
| 129921 - | 1999 TF123          | 4 octombrie 1999  | Socorro                | LINEAR          |
| 129922 - | 1999 TD124          | 4 octombrie 1999  | Socorro                | LINEAR          |
| 129923 - | 1999 TJ126          | 4 octombrie 1999  | Socorro                | LINEAR          |
| 129924 - | 1999 TK127          | 4 octombrie 1999  | Socorro                | LINEAR          |
| 129925 - | 1999 TM127          | 15 octombrie 1999 | Socorro                | LINEAR          |
| 129926 - | 1999 TO127          | 4 octombrie 1999  | Socorro                | LINEAR          |
| 129927 - | 1999 TU127          | 4 octombrie 1999  | Socorro                | LINEAR          |
| 129928 - | 1999 TN131          | 6 octombrie 1999  | Socorro                | LINEAR          |
| 129929 - | 1999 TV141          | 15 octombrie 1999 | Socorro                | LINEAR          |
| 129930 - | 1999 TX141          | 7 octombrie 1999  | Socorro                | LINEAR          |
| 129931 - | 1999 TV144          | 7 octombrie 1999  | Socorro                | LINEAR          |
| 129932 - | 1999 TB148          | 7 octombrie 1999  | Socorro                | LINEAR          |
| 129933 - | 1999 TE149          | 7 octombrie 1999  | Socorro                | LINEAR          |
| 129934 - | 1999 TA151          | 7 octombrie 1999  | Socorro                | LINEAR          |
| 129935 - | 1999 TJ153          | 7 octombrie 1999  | Socorro                | LINEAR          |
| 129936 - | 1999 TY153          | 7 octombrie 1999  | Socorro                | LINEAR          |
| 129937 - | 1999 TH156          | 7 octombrie 1999  | Socorro                | LINEAR          |
| 129938 - | 1999 TA163          | 9 octombrie 1999  | Socorro                | LINEAR          |
| 129939 - | 1999 TH163          | 9 octombrie 1999  | Socorro                | LINEAR          |
| 129940 - | 1999 TS166          | 10 octombrie 1999 | Socorro                | LINEAR          |
| 129941 - | 1999 TB170          | 10 octombrie 1999 | Socorro                | LINEAR          |
| 129942 - | 1999 TX171          | 10 octombrie 1999 | Socorro                | LINEAR          |
| 129943 - | 1999 TK174          | 10 octombrie 1999 | Socorro                | LINEAR          |
| 129944 - | 1999 TC182          | 11 octombrie 1999 | Socorro                | LINEAR          |
| 129945 - | 1999 TS184          | 12 octombrie 1999 | Socorro                | LINEAR          |
| 129946 - | 1999 TQ191          | 12 octombrie 1999 | Socorro                | LINEAR          |
| 129947 - | 1999 TB195          | 12 octombrie 1999 | Socorro                | LINEAR          |
| 129948 - | 1999 TL212          | 15 octombrie 1999 | Socorro                | LINEAR          |
| 129949 - | 1999 TG213          | 15 octombrie 1999 | Socorro                | LINEAR          |
| 129950 - | 1999 TH214          | 15 octombrie 1999 | Socorro                | LINEAR          |
| 129951 - | 1999 TV219          | 1 octombrie 1999  | Kitt Peak              | Spacewatch      |
| 129952 - | 1999 TW220          | 1 octombrie 1999  | Anderson Mesa          | LONEOS          |
| 129953 - | 1999 TE225          | 2 octombrie 1999  | Kitt Peak              | Spacewatch      |
| 129954 - | 1999 TA236          | 3 octombrie 1999  | Catalina               | CSS             |
| 129955 - | 1999 TY248          | 8 octombrie 1999  | Catalina               | CSS             |
| 129956 - | 1999 TT255          | 9 octombrie 1999  | Kitt Peak              | Spacewatch      |
| 129957 - | 1999 TQ262          | 15 octombrie 1999 | Socorro                | LINEAR          |
| 129958 - | 1999 TV265          | 3 octombrie 1999  | Socorro                | LINEAR          |
| 129959 - | 1999 TW272          | 3 octombrie 1999  | Socorro                | LINEAR          |
| 129960 - | 1999 TP276          | 6 octombrie 1999  | Socorro                | LINEAR          |
| 129961 - | 1999 TP288          | 10 octombrie 1999 | Socorro                | LINEAR          |
| 129962 - | 1999 TY294          | 1 octombrie 1999  | Catalina               | CSS             |
| 129963 - | 1999 TZ296          | 2 octombrie 1999  | Catalina               | CSS             |
| 129964 - | 1999 TY314          | 8 octombrie 1999  | Kitt Peak              | Spacewatch      |
| 129965 - | 1999 UZ4            | 29 octombrie 1999 | Kitt Peak              | Spacewatch      |
| 129966 - | 1999 UU5            | 29 octombrie 1999 | Catalina               | CSS             |
| 129967 - | 1999 UL10           | 31 octombrie 1999 | Socorro                | LINEAR          |
| 129968 - | 1999 UA15           | 29 octombrie 1999 | Catalina               | CSS             |
| 129969 - | 1999 UV16           | 29 octombrie 1999 | Catalina               | CSS             |
| 129970 - | 1999 UH19           | 30 octombrie 1999 | Kitt Peak              | Spacewatch      |
| 129971 - | 1999 UM22           | 31 octombrie 1999 | Kitt Peak              | Spacewatch      |
| 129972 - | 1999 UF23           | 31 octombrie 1999 | Kitt Peak              | Spacewatch      |
| 129973 - | 1999 UW25           | 30 octombrie 1999 | Catalina               | CSS             |
| 129974 - | 1999 US33           | 31 octombrie 1999 | Kitt Peak              | Spacewatch      |
| 129975 - | 1999 UA36           | 31 octombrie 1999 | Kitt Peak              | Spacewatch      |
| 129976 - | 1999 UJ36           | 16 octombrie 1999 | Kitt Peak              | Spacewatch      |
| 129977 - | 1999 UK36           | 16 octombrie 1999 | Kitt Peak              | Spacewatch      |
| 129978 - | 1999 UC39           | 29 octombrie 1999 | Anderson Mesa          | LONEOS          |
| 129979 - | 1999 UF40           | 16 octombrie 1999 | Socorro                | LINEAR          |
| 129980 - | 1999 UN42           | 28 octombrie 1999 | Catalina               | CSS             |
| 129981 - | 1999 UZ44           | 30 octombrie 1999 | Kitt Peak              | Spacewatch      |
| 129982 - | 1999 UJ45           | 31 octombrie 1999 | Catalina               | CSS             |
| 129983 - | 1999 UR48           | 30 octombrie 1999 | Kitt Peak              | Spacewatch      |
| 129984 - | 1999 UC51           | 31 octombrie 1999 | Anderson Mesa          | LONEOS          |
| 129985 - | 1999 UP51           | 31 octombrie 1999 | Catalina               | CSS             |
| 129986 - | 1999 UP53           | 19 octombrie 1999 | Kitt Peak              | Spacewatch      |
| 129987 - | 1999 UL62           | 31 octombrie 1999 | Catalina               | CSS             |
| 129988 - | 1999 VH4            | 1 noiembrie 1999  | Catalina               | CSS             |
| 129989 - | 1999 VS5            | 5 noiembrie 1999  | Kitt Peak              | Spacewatch      |
| 129990 - | 1999 VW13           | 2 noiembrie 1999  | Socorro                | LINEAR          |
| 129991 - | 1999 VL14           | 2 noiembrie 1999  | Socorro                | LINEAR          |
| 129992 - | 1999 VQ16           | 2 noiembrie 1999  | Kitt Peak              | Spacewatch      |
| 129993 - | 1999 VN18           | 2 noiembrie 1999  | Kitt Peak              | Spacewatch      |
| 129994 - | 1999 VQ18           | 2 noiembrie 1999  | Kitt Peak              | Spacewatch      |
| 129995 - | 1999 VA20           | 10 noiembrie 1999 | Višnjan Observatory⁠(d) | K. Korlević     |
| 129996 - | 1999 VF25           | 13 noiembrie 1999 | Oizumi                 | T. Kobayashi    |
| 129997 - | 1999 VH28           | 3 noiembrie 1999  | Socorro                | LINEAR          |
| 129998 - | 1999 VA31           | 3 noiembrie 1999  | Socorro                | LINEAR          |
| 129999 - | 1999 VM33           | 3 noiembrie 1999  | Socorro                | LINEAR          |
| 130000 - | 1999 VX33           | 3 noiembrie 1999  | Socorro                | LINEAR          |